# Scutella
Scutella is een geslacht van uitgestorven zee-egels, en het typegeslacht van de familie Scutellidae. Vertegenwoordigers van dit geslacht zijn slechts als fossiel bekend.

## Soorten
- Scutella almerai †
- Scutella camagueyana Weisbord, 1934 †
- Scutella checchiae Desio, 1929 †
- Scutella chiesai Airaghi, 1939 †
- Scutella cubae Weisbord, 1934 †
- Scutella eichwaldi Szörényi, 1953 †
- Scutella habanensis Sánchez Roig, 1949 †
- Scutella hobarthi Kühn, 1936 †
- Scutella isidis †
- Scutella media Schaffer, 1962 †
- Scutella montagnai Mirigliano, 1957 †
- Scutella multiconcava Schaffer, 1962 †
- Scutella niponica Nagao, 1928 †
- Scutella pseudosubrotundaeformis Venzo, 1933 †
- Scutella robecchibricchettii Desio, 1929 †
- Scutella scurellensis Venzo, 1933 †
- Scutella stefaninii Desio, 1929 †
- Scutella styriaca Schaffer, 1962 †
- Scutella szoerenyiae Mihály, 1969 †